# Planzolles

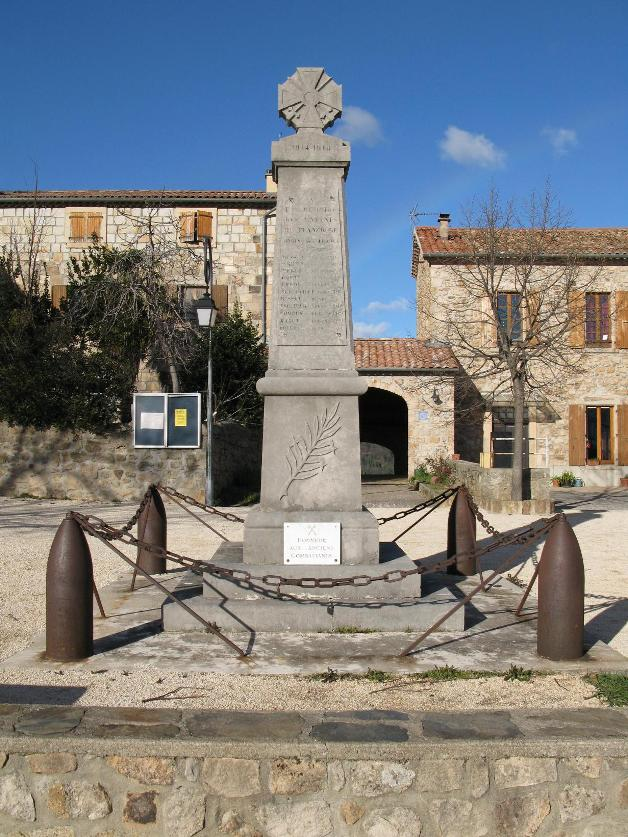
Pomnik ofiar I wojny światowej (2008)

Planzolles – miejscowość i gmina we Francji, w regionie Owernia-Rodan-Alpy, w departamencie Ardèche.
Według danych na rok 1990 gminę zamieszkiwało 96 osób, a gęstość zaludnienia wynosiła 18 osób/km² (wśród 2880 gmin regionu Rodan-Alpy Planzolles plasuje się na 1525. miejscu pod względem liczby ludności, natomiast pod względem powierzchni na miejscu 1491.).